# Jerzy Lilpop
Jerzy Lilpop (ur. 8 stycznia 1888 w Warszawie, zm. 6 kwietnia 1945 w Krakowie) – paleobotanik, kustosz działu botaniki Muzeum Przyrody PAU w Krakowie (1926-45).

## Życiorys
Autor prac paleobotanicznych, m.in. z terenu Pienin i Podhala (np. o trawertynach z Gliczarowa) oraz pierwszego polskiego zarysu paleobotaniki Roślinność Polski w epokach minionych (Lwów, 1929; Warszawa, 1957). Ogłosił wiele artykułów o ochronie przyrody Tatr oraz broszurę „Prawda” o „Prawdzie o Kasprowym” (Kraków, 1936).
W domu jego matki Wandy Lilpopowej w Zakopanem często przebywał Sabała, tam też zmarł. Pamiątki po Sabale Lilpop ofiarował Muzeum Tatrzańskiemu w Zakopanem.

## Upamiętnienie
Na jego cześć nazwano rodzaj kopalnych (permskich) skrzypowych Lilpopia Conert & F.Schaarschm. (= Tristachya Lilpop non Nees), którego gatunkiem typowym jest Lilpopia raciborskii (Lilpop) Conert & F.Schaarschm., opisana przez Jerzego Lilpopa z Karniowic.